# Samoëla
Samoela Rasolofoniaina (né le 2 avril 1976 à Madagasikara), plus connu sous le nom de scène Samoëla, est un artiste malagasy de musique contemporaine. Il est connu pour avoir fait connaître le genre Vazo miteny à travers les générations.

## Biographie
Samoëla Rasolofoniaina est né à Antananarivo le 2 avril 1976. Enfant, il chante dans une chorale animée par son père. À l'école, il commence à s'intéresser à la poésie et plus particulièrement au Hainteny, dans lequel il introduit diverses thèmes pour sensibiliser les gens[À quoi ?]. Au même moment, il apprend le théâtre sous la houlette de Christiane Ramanantsoa, une célèbre actrice de l'époque, auteure et promotrice des arts. Plus tard, à 20 ans, il entre dans la filière marketing et commerce à l'ISCAM, avec l'intention d'ouvrir une maison de disques pour la promotion des jeunes artistes de l'époque,,.
En 1995, à 25 ans, Samoëla est invité  au concert de Vahombey au Cercle Germano-Malgache ; lui donnant par la suite l'envie de devenir un auteur-compositeur. Son premier album s'est écoulé à 35 000 exemplaires sur l'île[réf. nécessaire], ce qui est considérable. Il est connu pour avoir fait connaître le Vazo miteny (les chansons à texte consacrées à la vie de tous les jours), à travers les générations. Samoëla est aujourd'hui un chanteur significatif de la musique malagasy,,.

## Discographie
| Titre                 | Sortie | Label     | Morceaux    |
| --------------------- | ------ | --------- | ----------- |
| Mampirevy             | 1997   | Mars      | 9 (--')     |
| Manatosaka            | 1999   | Mars      | 11 (45 min) |
| Efa sy Dimy           | 2001   | Mars      | 19 (71 min) |
| Bandy Akama           | 2005   | Be Mozik! | 16 (71 min) |
| Efa sy Folo           | 2005   | Be Mozik! | 10 (45 min) |
| Teny an-tsehatra 2006 | 2007   | Be Mozik! | 14 (--')    |
| Ty                    | 2007   | Be Mozik! | 12 (52 min) |
| Zana-bahoaka          | 2010   | Be Mozik! | 10 (45 min) |
| Maha-domelina         | 2013   | Be Mozik! | 10 (--')    |

## Autres sources
- (en) Ian Anderson, The Rough Guide to World Music, Vol. 1 : Africa, Europe and the Middle East, Londres, Rough Guides, 2000, 523–532 p. (ISBN 978-1-84353-551-5, lire en ligne), « Ocean Music from Southeast Africa »
- Mauro Didier et Emeline Raholiarisoa, Madagascar : L'île essentielle, Paris, Anako éditions, 2000